# 天野純希
天野 純希（あまの すみき、1979年9月19日 - ）は日本の小説家。

## 来歴
愛知県名古屋市出身。東邦高等学校普通科卒業。愛知大学文学部史学科卒業。
2007年に『桃山ビート・トライブ』で第20回小説すばる新人賞を受賞しデビュー。

## 受賞・候補
- 2007年『桃山ビート・トライブ』で第20回小説すばる新人賞受賞
- 2013年『破天の剣』で第19回中山義秀文学賞受賞[3]
- 2018年『燕雀の夢』で第7回歴史時代作家クラブ賞（作品賞）候補
- 2019年『雑賀のいくさ姫』で第8回日本歴史時代作家協会賞（作品賞）受賞[4]
- 2021年『もろびとの空 三木城合戦記』で第11回本屋が選ぶ時代小説大賞候補

## 著書
- 桃山ビート・トライブ（集英社・2008年/集英社文庫）
- 青嵐の譜（集英社・2009年/集英社文庫）（元寇）
- 南海の翼―長宗我部元親正伝（集英社・2010年/集英社文庫）
- サムライ・ダイアリー 鸚鵡籠中記異聞（人間社・2011年）
- 風吹く谷の守人（集英社・2012年/集英社文庫、文庫化の際『剣風の結衣』に改題）（越前一向一揆）
- 破天の剣（角川春樹事務所・2012年/ハルキ時代小説文庫）（島津家久）
- 戊辰繚乱（新潮社・2013年/新潮文庫）（山浦鉄四郎）
- 信長　暁の魔王（集英社・2013年/集英社文庫）
- 覇道の槍（角川春樹事務所・2014年/ハルキ時代小説文庫）　（三好元長）
- 北天に楽土あり 最上義光伝（徳間書店・2015年/徳間文庫）
- 幕末！ 疾風伝（中央公論社・2016年/中公文庫）
- 衝天の剣―島津義弘伝〈上〉（角川春樹事務所・2016年/ハルキ時代小説文庫）
- 回天の剣―島津義弘伝〈下〉（角川春樹事務所・2016年/ハルキ時代小説文庫）
- 蝮の孫（幻冬舎・2017年/幻冬舎時代小説文庫）（斎藤龍興）
- 燕雀の夢（角川書店・2017年/角川文庫）
- 信長嫌い（新潮社・2017年/新潮文庫）
- 有楽斎の戦（講談社・2017年/講談社文庫）
- 雑賀のいくさ姫（講談社・2018年/講談社文庫）
- もののふの国（中央公論新社・2019年/中公文庫）
- 信長、天が誅する（幻冬舎・2019年/幻冬舎時代小説文庫）
- 紅蓮浄土 石山合戦記（角川書店・2020年）
- 乱都（文藝春秋・2020年/文春文庫）
- もろびとの空 三木城合戦記（集英社・2021年/集英社文庫）
- 猛き朝日（中央公論新社・2023年）
- 吉野朝残党伝（潮出版社・2023年）

## アンソロジー
- ティーンエイジ・ライオット（『ぼくの歌が君に届きますように―青春音楽小説アンソロジー』ポプラ社・2009年）
- 有楽斎の城（『決戦！ 関ヶ原』講談社・2014年/講談社文庫）
- 忠直の檻（『決戦！ 大坂の陣』講談社・2015年/講談社文庫）
- 宗室の器（『決戦！ 本能寺』講談社・2015年/講談社文庫）
- 天を分かつ川（『決戦！ 三国志』講談社・2015年）
- 麒麟児（『戦国　番狂わせ七番勝負』文春文庫・2017年）
- 秀秋の戯（『決戦！ 関ヶ原2』講談社・2017年/講談社文庫）
- 孫六の刀（『決戦！ 賤ヶ岳』講談社・2017年）
- 悪童たちの海（『戦国の教科書』講談社・2019年）